# Smurfentaal
Smurfentaal is de fictieve taal van de Smurfen, een kaboutervolk van striptekenaar Peyo. Eind jaren vijftig dineerde deze met zijn collega Franquin, en ietwat beschonken kon deze niet op het woord 'zoutvat' komen, zodat hij mompelde: Passe le schtroumpf! (Geef de smurf eens door!). Dit woordspelletje werd de hele avond doorgespeeld, waaruit het Smurfs is gegroeid.

## Kenmerken
De Smurfentaal kenmerkt zich door het gebruik van het werkwoord "smurfen" in allerlei betekenissen, en het vervangen van (delen van) zelfstandige naamwoorden door smurf. Daarbij wordt de lezer geacht te begrijpen wat er wordt bedoeld aan de hand van de context.

## Gebruik
In 't Smurfenlied werd dit handig opgepakt. Op de vraag van Vader Abraham aan de Smurfen wat hun grootste wens is, werd in koor geantwoord met: "Smurfen", maar dat snapt geen mens.
In het verhaal De valse Smurf betovert aartsvijand Gargamel zichzelf in een Smurf om zo in het Smurfendorp te kunnen uitgenodigd worden, de enige manier om het dorp te vinden. Hijzelf begrijpt de Smurfentaal niet. Daarom ook sprak de door hem tot leven gewekte Smurfin aanvankelijk ook geen "Smurfs" maar gewone mensentaal. Als de Smurfen de vermomde Gargamel hun Smurfentaal proberen aan te leren begrijpt hij het nog steeds niet. Zo vertaalt hij ik eet een appel in Ik smurf een smurf . De Smurfen verstaan dit echter als: ik folinkel een granukel. De grammatica blijkt subtiele diepere regels te bevatten dan op het eerste vlak waarneembaar.
In het album Smurfe koppen en koppige Smurfen voert tekenaar Peyo de taalwaanzin ten top door het Smurfendorp te splitsen in een noordkamp en een zuidkamp, als kritiek op de taalstrijd in België. Zo spreekt een Smurf in het noordkamp van een 'smurfentrekker' terwijl een smurf in het zuidkamp eerder over een 'kurkensmurfer' zou spreken. Doorheen het album escaleert dit geruzie over de exacte smurfengrammatica tot een echte oorlog, waar Grote Smurf uiteindelijk de verschijning van Gargamel in het paniekerige Smurfendorp moet veroorzaken, om de onderlinge Smurfentwisten opzij te zetten tegenover de gemeenschappelijke vijand.
Smurfentaal wordt ook gebruikt als licht denigrerende aanduiding van de hedendaagse straattaal, een door jongeren van verschillende etnische groepen gesproken mengtaal, en als spellingshulpmiddel: de smurfenregel.